# Jorge Gabela
Jorge Fernando Gabela Bueno (Quito, 16 de mayo de 1954 - Guayaquil, 29 de diciembre de 2010) fue un militar y piloto de combate ecuatoriano que llegó a rango de teniente general y el primer Comandante en Jefe de la Fuerza Aérea Ecuatoriana designado en el gobierno de Rafael Correa. Conocido por su denuncia contra la compra de helicópteros Dhruv y su posterior asesinato del cual se sospecha que haya sido a raíz de tal denuncia.

## Biografía
Jorge Gabela inició su carrera militar en la Escuela Superior Militar de Aviación para ingresar a la Fuerza Aérea Ecuatoriana en la cual serviriá desde el año 1972 hasta el 2008. Durante este periodo participó como piloto de combate en las guerras de Paquisha y Cenepa, y llegó a ascender al grado de Teniente General con 9 condecoraciones durante su carrera militar. Se casó con Patricia Ochoa y tuvieron 3 hijos
Llegó a ser comandante de la Base Aérea de Taura, jefe del Departamento de Operaciones del Estado Mayor del Comando Aéreo de Combate, director de planificación, director general de Recursos Humanos, director de materiales en la Fuerza Aérea y agregado aéreo de la embajada de Ecuador en Israel.
En enero de 2007 asciende a comandante de la Fuerza Aérea Ecuatoriana, primero designado bajo la presidencia de Rafael Correa. En su jefatura fue crítico de la compra de los 7 helicópteros Dhruv a una empresa india, declarando ante el Comité de Contrataciones que esas naves no tenían garantías técnicas suficientes para operar en el Ecuador. Algunos miembros del Comité denunciaron en la prensa actitudes persecutorias de Gabela.
Pidió la disponibilidad, es decir, la baja a su carrera militar el 10 de abril de 2008 y fue reemplazado por Rodrigo Bohórquez quien concretaría la compra de los helicópteros, siendo el 27 de octubre del 2009 el primer accidente de uno de estos artefactos en Quito. Mientras tanto Gabela había sido informado de que personal de inteligencia del Comando Conjunto de las Fuerzas Armadas le estaba siguiendo.
La madrugada del 19 de diciembre del 2010 en el vestíbulo de su casa, en una urbanización cerrada de Samborondón, sería baleado muriendo 10 días después en el hospital Luis Vernaza de Guayaquil, tras 2 cirugías fallidas. El gobierno declaró que fue víctima de la delincuencia común, sin embargo, la familia del general no creería en esta versión, declarando que fue asesinado por su denuncia de los helicópteros Dhruv.

## Desarrollo del Caso
Tras la muerte del general, el gobierno de Rafael Correa creó, mediante decreto presidencial N.º 1317, de 3 de octubre de 2012, un Comité Interinstitucional para el esclarecimiento de tal caso; este sería compuesto por las máximas autoridades de los ministerios de Justicia, Defensa e Interior; así como también el Ministerio Coordinador de Seguridad y la Secretaría de Transparencia de Gestión. 
Durante 2013, el comité interministerial dispuso al Ministerio de Justicia contratar a un perito para estudiar el caso. Roberto Meza presentó en noviembre de 2013 un tercer informe con conclusiones sobre la relación entre el asesinato del General Gabela y la industria armamentista.
Sería tras la ruptura de Alianza País que comenzarán a existir nuevos movimientos dentro del caso. En el 2018, Roberto Meza, el perito contratado para realizar el informe sobre el caso, declaró que en un tercer informe se indicaba como razón del asesinato, los Dhruv, siendo reconocido esto por el exministro Lenin Lara.
Dentro de ese tiempo la Fiscalía en un ambiente de persecución política utilizando la justicia hacia los seguidores de Rafael Correa, reabre el caso y se organiza en la Asamblea Nacional una Comisión Multipartidista para identificar la situaciones que llevaron al homicidio e identificar a los culpables, declarando en su informe final que el crimen fue producto de la delincuencia organizada y que hay evidencias de un supuesto crimen de Estado. A su vez se señalaron las figuras de Rafael Correa, José Serrano, María Fernanda Espinosa, José Valencia, Vinicio Alvarado, entre otros; para que sean investigados sus patrimonios por su participación dentro de la compra de los helicópteros y así esclarecer el caso. En abril de 2021, la Fiscalía General del Estado solicita a la Corte Nacional de Justicia un pedido de inmovilización por 180 días de los 3 helicópteros Dhruv que no se habían accidentado, esto a raíz de la reapertura del caso y la intención del gobierno de Lenín Moreno de vender las aeronaves.